# 3Dアトリエ
3Dアトリエは、マイクロネットが開発した3DCGソフトウェアである。Web3D機能を持っていた。また、ゲーム開発向けの教育用途でも使われていた。

## バージョン履歴
- 1996年 3Dアトリエ for X680x0[3]
- 1997年 3Dアトリエ P/G (Windows)[3]
- 1997年夏 3Dアトリエ 1.5 P/G (Windows) - DirectDraw対応[4]
- 1998年 3Dアトリエ 2.0 P/G/S (Windows)[5] - アニメーション対応
- 1998年9月 3Dアトリエ 2.0 S CG検定3級対応パッケージ (Windows)[6]
- 1999年1月 3Dアトリエ 2.5 P/S (Windows)
- 2000年3月 3Dアトリエ 3.0 S (Windows)
- 2000年4月 3Dアトリエ 3.5 IT (Windows) - Web3D対応
- 2002年 3Dアトリエ4 (Windows)